# 그는 당신에게 반하지 않았다 (영화)
《그는 당신에게 반하지 않았다》(영어: He's Just Not That into You)는 2009년 개봉한 미국의 로맨틱 코미디 영화이다. 켄 콰피스 감독이 연출하였고, 애비 콘과 마크 실버스틴이 각본에 참여하였다. 앙상블 캐스트로 벤 애플렉, 제니퍼 애니스턴, 드루 배리모어, 제니퍼 코널리, 케빈 코널리, 브래들리 쿠퍼, 지니퍼 굿윈, 스칼릿 조핸슨, 저스틴 롱이 출연하였다. 드루 배리모어가 본인 제작사 플라워 필름스를 통해 총괄 제작을 맡았다.

## 줄거리
동거 7년차 커플, 유부남이 신경 쓰이는 여자, 남편이 바람 피웠단 말을 들은 아내, 헛발질만 하는 여자, 소개팅으로 만난 남자의 심리를 알 수 없는 여자 등 현실적인 연애와 심리에 관해 이야기한다.

## 출연
- 벤 애플렉 - 닐 역
- 제니퍼 애니스턴 - 베스 머피 역
- 드루 배리모어 - 메리 해리스 역
- 제니퍼 코널리 - 저닌 건더스 역
- 케빈 코널리 - 코너 배리 역
- 브래들리 쿠퍼 - 벤 건더스 역
- 지니퍼 굿윈 - 지지 역
- 스칼릿 조핸슨 - 애나 마크스 역
- 저스틴 롱 - 앨릭스 역
- 크리스 크리스토퍼슨 - 켄 머피 역
- 윌슨 크루즈 - 네이선 역
- 헤디 버레스 - 로라 역
- 사샤 알렉산더 - 캐서린 역
- 리어나도 남 - 조슈아 역
- 비지 필립스 - 켈리 앤 역
- 너타샤 러제로 - 앰버 역
- 루이스 구스만 - 하비어 역
- 존 로스 바우이
- 애니 일론제이
- 니콜 스타인위델
- 데릭 워터스
- 크리스틴 로즈
- 칼리 스틸

## 기타 제작진
- 총괄 제작: 마이클 디스코, 궨 스트로먼, 드루 배리모어

## DVD
미국내에서 26,919,377 달러의 DVD 판매 수익을 올렸다.

## 시청 등급
- 대한민국: 15세 관람가

## 사운드트랙
2009년 3월 10일 뉴 라인 레코즈에서 사운드트랙 앨범이 발매되었다.
1. "I'd Like To" - 커린 베일리 레이 (4:06)
2. "I'm Amazed" - 마이 모닝 재킷 (4:34)
3. "Don't You Want Me" - 휴먼 리그 (3:57)
4. "Supernatural Superserious" - R.E.M. (3:24)
5. "Madly" - 트리스턴 프리티먼 (3:18)
6. "This Must Be the Place (Naive Melody)" - 토킹 헤즈 (4:55)
7. "By Your Side" - 더 블랙 크로스 (4:29)
8. "Buscando Olvidar" - 알프레드 고메스 주니어 (3:48)
9. "I Must Be High" - 윌코 (2:59)
10. "Sweet Sixteen Bars" - 미하엘 페브니, 토르스텐 츠빙겐베르거 (3:06)
11. "You Make It Real" - 제임스 모리슨 (3:32)
12. "If I Never See Your Face Again" - 머룬파이브 (3:19)
13. "Can't Hardly Wait" - 리플레이스먼츠 (3:04)
14. "Fruit Machine" - 팅 팅스 (2:53)
15. "Smile" - 릴리 앨런 (3:15)
16. "Somewhere Only We Know" - 킨 (3:57)
17. "Love, Save the Empty" - 에린 매칼리 (3:17)
18. "Friday I'm in Love" - 더 큐어 (3:35)
19. "Last Goodbye" - 스칼릿 조핸슨 (2:32)
20. "He's Into Me" - 클리프 아이덜먼 (2:24)